# Better When I'm Dancin'
Better When I'm Dancin' è un brano musicale della cantante statunitense Meghan Trainor. Pubblicato il 13 ottobre 2015 dalla Epic Records e usato per la colonna sonora del film Snoopy & Friends - Il film dei Peanuts.

## Video musicale
Diretto da Philip Andelman, il video è stato premiato su Apple Music il 13 ottobre 2015 e pubblicato su Vevo il giorno successivo. Il video include la cantante stessa, i personaggi Snoopy, Woodstock, Charlie Brown, tra gli altri personaggi di Peanuts.

## Classifiche
| Classifica (2015) | Posizione massima |
| ----------------- | ----------------- |
| Canada            | 93                |
| Stati Uniti       | 101               |